# Naturschutzgebiet Wissinghauser Heide

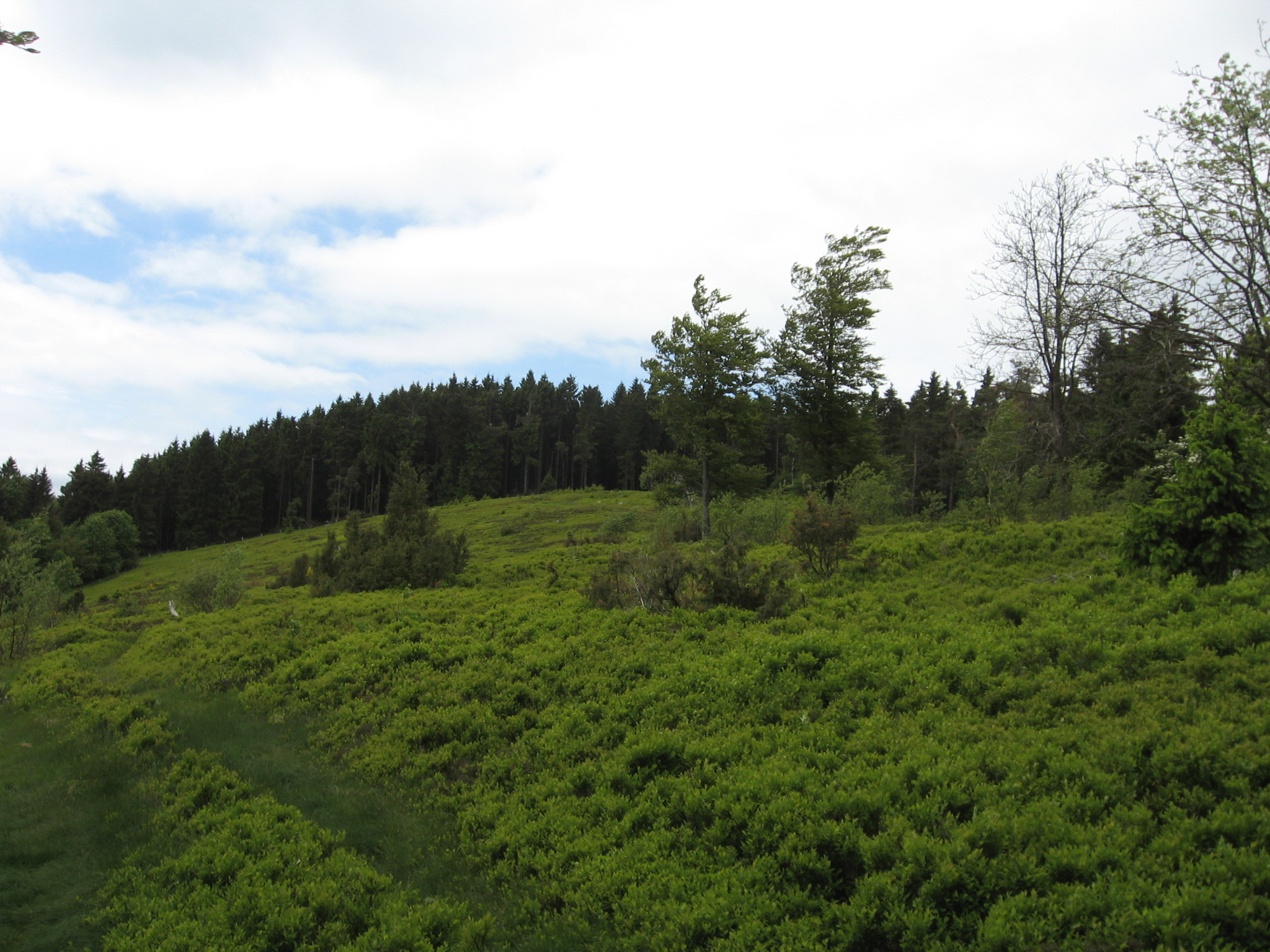
Wissinghauser Heide nordwestlicher Bereich

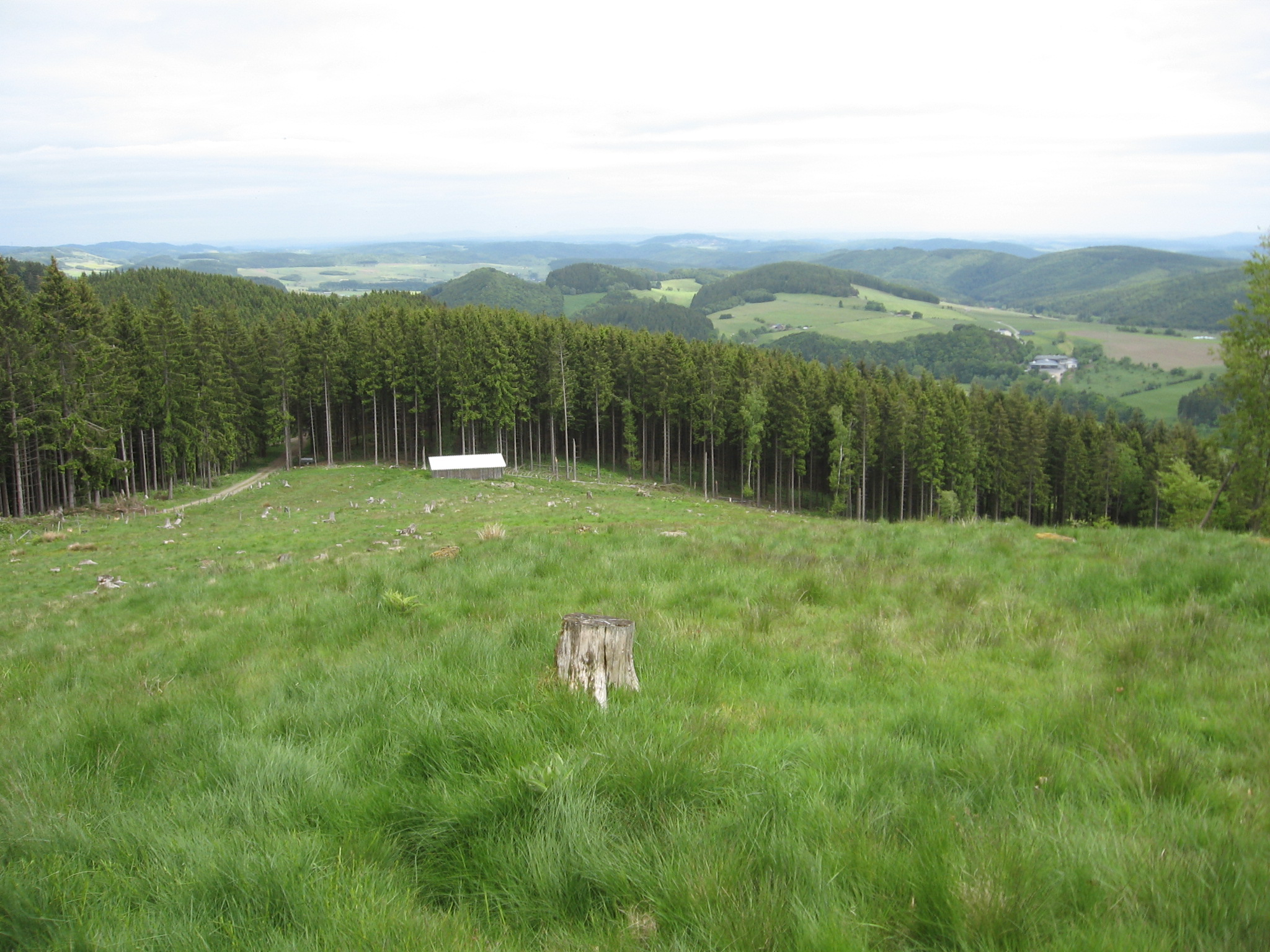
Wissinghauser Heide nordöstlicher Bereich

Das Naturschutzgebiet Wissinghauser Heide mit einer Größe von 18,94 ha liegt im Naturpark Sauerland-Rothaargebirge nordwestlich von Wissinghausen im Stadtgebiet von Medebach. Es wurde 2003 mit dem Landschaftsplan Medebach durch den Hochsauerlandkreis als Naturschutzgebiet (NSG) ausgewiesen. Das NSG ist Teil des Europäischen Vogelschutzgebiets Medebacher Bucht und identisch mit dem FFH-Gebiet Wissinghauser Heide (DE 4717-307).

## Gebietsbeschreibung
Im NSG befinden sich Heide, Wald und eine Magerweide. In der Heide finden sich Wacholder und große Zwergstrauchbestände. Es ist erlaubt, im Gebiet von den Zwergsträuchern Blaubeere und Preiselbeere für den Eigenbedarf in den Monaten Juli bis Oktober Beeren zu pflücken. Dabei darf nur per Hand gepflückt werden. Kämme sind ausdrücklich verboten. Beim Wald handelt es sich um mehrstämmige Rotbuchen. Der mehrstämmige Wuchs der Buchen kommt von einer früheren Niederwald-Nutzung. Dazu finden sich einzelne Birken, Kiefern und Rotfichten im Gebiet. Im Südosten befindet sich eine südexponierte, trockene, und artenreiche Magerweide. Der Großteil des NSG wird mit Burenziegen beweidet.

## Pflanzenarten im NSG
Im NSG kommen gefährdete Pflanzenarten vor. Das Landesamt für Natur, Umwelt und Verbraucherschutz Nordrhein-Westfalen dokumentierte im Schutzgebiet Pflanzenarten wie Arnika, Berg-Platterbse, Besenginster, Besenheide, Blutwurz, Borstgras, Breitblättriger Thymian, Echtes Labkraut, Färber-Ginster, Geflecktes Johanniskraut, Glattes Habichtskraut, Gras-Sternmiere, Harzer Labkraut, Heidelbeere, Himbeere, Kleine Bibernelle, Kleiner Dornfarn,  Kleiner Sauerampfer, Kleines Habichtskraut, Preiselbeere, Rundblättrige Glockenblume, Salbei-Gamander, Vielblättrige Lupine, Wacholder und Wald-Ehrenpreis. 

## Schutzzweck
Wie bei allen Naturschutzgebieten in Deutschland wurde in der Schutzausweisung darauf hingewiesen, dass das Gebiet „wegen der Seltenheit, besonderen Eigenart und Schönheit des Gebietes“ zum Naturschutzgebiet erklärt wurde. Als Hauptschutzgrund wird die Erhaltung und Wiederherstellung der Biotoptypen und der Schutz von Flora und Fauna im Gebiet benannt.

## Schutzmaßnahmen
Von der Biologischen Station Hochsauerlandkreis wurden im Gebiet bei einem Life-Projekt großflächige Schutzmaßnahmen durchgeführt.